# بد نیوشنس
بد نیوشنس (به هلندی: Bad Nieuweschans) یک منطقهٔ مسکونی در هلند است که در شهرستان الدآمبت واقع شده‌است. بد نیوشنس ۱٬۵۱۰ نفر جمعیت دارد.